# Sphaerotherium latum
Sphaerotherium latum är en mångfotingart som beskrevs av Butler 1872. Sphaerotherium latum ingår i släktet Sphaerotherium och familjen Sphaerotheriidae. Inga underarter finns listade i Catalogue of Life.